# 埃帕尼 (科多尔省)
埃帕尼（法語：Épagny，法語發音：[epaɲi]）是法国科多尔省的一个市镇，位于该省中东部，属于第戎区。

## 地理
埃帕尼（47°26'53"N, 5°3'33"E）面积12.39 平方千米，位于法国勃艮第-弗朗什-孔泰大區科多尔省，该省份为法国中东部省份，北起奥布省，西接涅夫勒省和约讷省，南至索恩-卢瓦尔省，东南接汝拉省，东临上索恩省，东北部与上马恩省接壤。
与埃帕尼接壤的市镇（或旧市镇、城区）包括：谢涅、萨维尼勒塞克、索西、马尔萨奈勒布瓦。

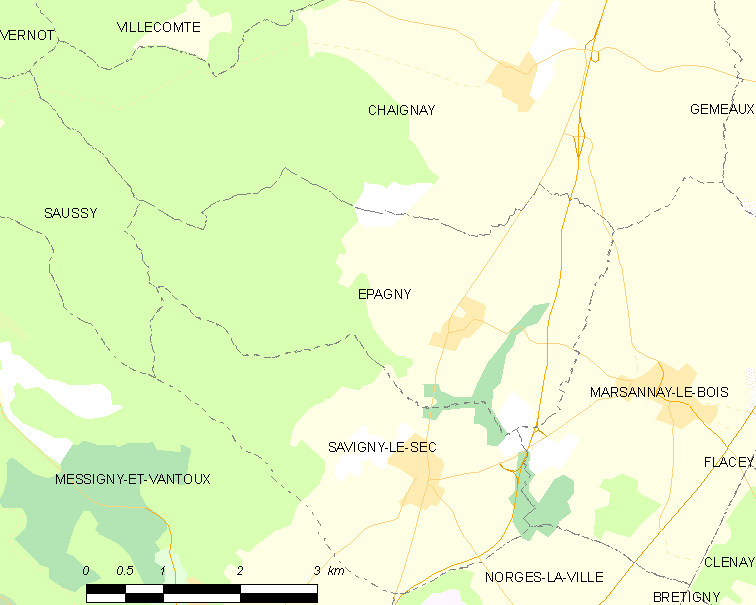
的OSM定位图

埃帕尼的时区为UTC+01:00、UTC+02:00（夏令时）。

## 行政
埃帕尼的邮政编码为21380，INSEE市镇编码为21245。

## 政治
埃帕尼所属的省级选区为蒂耶河畔伊斯县。

## 人口

1962-2008年间人口变化图示

埃帕尼于2022年1月1日时的人口数量为325人。